# 夏普山 (火星)
夏普山（Mount Sharp），正式名稱為伊奧利亞山（Aeolis Mons，ˈiːəlɨs ˈmɒnz），是在火星的蓋爾坑中心的一座山。這座山的高度是5.5 km（18,000英尺） 。NASA為了尊崇地質學家羅柏特·菲利普·夏普（1911-2004），而在2012年3月28日以他的名字命名這座山，他也是NASA早期探測火星任務的行星科學家。NASA的火星車，火星科學實驗室（MSL，現在命名為"好奇號"），預計在2012年8月6日登陸蓋爾坑中的伊奧利亞沼（Aeolis Palus）後，將前往夏普山探測。